# آلباتروس ال۵۹
آلباتروس ال۵۹ (به انگلیسی: Albatros_L_59) یک هواگرد از نوع هواگرد ورزشی ساخت شرکت آلباتروس فلوکتسایک‌ورک در آلمان است. هواگرد آلباتروس ال۵۹ نخستین پروازش را در ۱۹۲۳ میلادی انجام داد.